# 早产儿视网膜病变
早产儿视网膜病变（英語：Retinopathy of prematurity，简称），又称晶状体后纤维组织增生（英語：Retrolental fibroplasia，简称）、 特里综合征（英語：Terry syndrome），是一种主要影响接受重症新生儿护理的氧疗的早产儿的眼病，而对这些早产儿进行氧疗是因为他们的肺部发育不完全。它被认为是由视网膜血管的无序生长引起的，可能导致瘢痕形成和视网膜脱落。早产儿视网膜病变可能是轻微且可以自行消退的，但严重时亦可导致失明。因此，所有早产儿都有发生此病的风险。出生体重非常低是另一个风险因素。氧气中毒和相对缺氧都有助于此病的发展。
它由西奥多·L·泰瑞在1942年首次报道。

## 病因
怀孕第四个月时，胎儿视网膜的血管已开始发展，而这种血管的形成似乎对氧气的量（不管是自然获得的还是人工供给的）非常敏感。

### 风险因素
早产儿视网膜病变有多种风险因素：
- 早产[6]；
- 暴露于高浓度氧气中；
- 低出生体重；
- 各种感染；
- 心脏缺陷。